# Agència Espacial Brasilera
La Agència Espacial Brasilera (en portuguès Agência Espacial Brasileira) coneguda també per la seva sigla AEB, és l'autoritat civil del Brasil que està a càrrec del programa espacial del país. Aquesta opera en la base espacial d'Alcántara i el Centre de Llançament de Barreira do Inferno. L'agència ha posat al Brasil al capdavant de la tecnologia espacial en Llatinoamèrica i ho ha convertit en un soci important per a la cooperació en l'Estació Espacial Internacional.
L'agència espacial brasilera és la successora del programa espacial brasiler, el qual es trobava prèviament sota control militar. La transferència al control civil es va realitzar el 10 de febrer de 1994.
En 2003 l'agència va sofrir un dur cop que va retardar els seus projectes més importants quan l'explosió d'un coet en la plataforma de llançament va matar 21 enginyers.
Brasil va llançar reeixidament el seu primer coet a l'espai el 23 d'octubre de 2004 des del Centre de Llançament d'Alcántara. El coet era un VSB-30 llançat en una missió suborbital, seguint-li diversos llançaments reeixits.
El 30 de març de 2006, l'astronauta de l'AEB Marcos Pontes es va convertir en el primer brasiler i la primera persona de parla portuguesa a anar a l'espai, romanent una setmana en l'estació espacial internacional. Durant el seu viatge, Pontes va dur a terme vuit experiments seleccionats per l'AEB. Marcos Pontes va aterrar en Kazakhstan el 8 d'abril de 2006 amb la tripulació de l'Expedició 12 (ISS).
L'agència espacial brasilera ha buscat dur a terme una política de desenvolupament compartit amb altres programes espacials més avançats. Inicialment va dependre altament dels Estats Units, però en trobar dificultats amb la transferència tecnològica, Brasil va decidir diversificar i treballar amb altres nacions com Rússia, Ucraïna, Israel, i Xina.

## Història

### 1961 a 1994: programa espacial brasiler

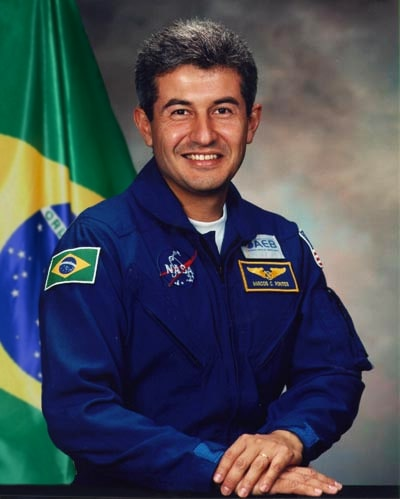
Marcos Pontes va ser el primer astronauta brasiler.

Des de 1961 fins a l'any de 1994 els militars van dirigir la major part de les activitats del programa espacial a través del Ministeri d'Aeronàutica, el qual estava a càrrec del Comando de Tecnologia Aeroespacial (CTA). El CTA, creat en 1950, s'encarregava de la investigació i el desenvolupament dels programes aeroespacials de la Força Aèria Brasilera (FAB). En 1965, la FAB va crear l'Institut d'Activitats Espacials (IAE), una de les moltes institucions de la CTA, per desenvolupar coets. Des de la creació de la IAE s'han provat més de 2000 coets.
En 1960 el president Jânio Quadros estableix una comissió per a l'elaboració d'un programa nacional d'exploració espacial. El resultat va ser la formació, a l'agost de 1961, del Grup d'Organització de la Comissió Nacional d'Activitats Espacials (GOCNAE), amb seu en São José dos Campos, en l'estat de São Paulo.
En 1971, es va establir un comitè cívic-militar denominat Comissió Brasilera d'Activitats Espacials (COABE), que va ser posada sota el control del Consell de Seguretat Nacional (CSN). COBAE estava presidida per l'estat major de les forces armades (EMFA) i s'ocupava de la Missió Espacial Completa Brasilera (MECB), creada en 1981 per coordinar el llançament de vehicles, llocs de llançament i la fabricació de satèl·lits.
En un intent per construir un vehicle llançador de satèl·lits (VLS), Brasil ha desenvolupat des de 1964 una sèrie de coets denominats Sonda I, II, III i IV. El llançament dels primers coets sonda es va provar des del Centre de Llançament de Barreira do Inferno, prop de la ciutat de Natal. El coet Sonda IV va ser provat reeixidament el 28 d'abril de 1989. Llançaments posteriors es van realitzar des del centre de llançament d'Alcántara, (CLA) en Maranhão. El CLA va ser establert oficialment el 21 de febrer de 1990 amb un cost de 470 milions de dòlars. És el centre espacial més proper a la línia equatorial (2,3 graus al sud de l'equador), la qual cosa ho fa especialment atractiu per a llançament de satèl·lits geoestacionaris a causa que la proximitat a l'equador permet estalviar fins a un 25% de propel·lent pel que fa a un llançament des de Cap Canaveral.
El 9 de febrer de 1993 es va llançar el Satèl·lit de Recol·lecció de Dades (SCD-1), completament desenvolupat a Brasil, per recollir dades sobre el medi ambient. El SCD-1 és considerat algunes vegades com el satèl·lit "verd", i ho usen les agències de l'Institut Nacional d'Investigació Espacial (INPE). Tant el SCD-1 com el SCD-2, aquest últim llançat el 22 d'octubre de 1998, es van posar en òrbita usant coets Pegasus de fabricació nord-americana.
El 6 de juliol de 1988, Brasil va signar un acord amb Xina per al desenvolupament conjunt entre l'INPE i l'Agència Espacial Xina (AEC) de dos satèl·lits per fotografiar la Terra que serien llançats usant coets Llarga Marxa de fabricació xinesa des del Centre Espacial de Xichang. Els satèl·lits d'observació en alta resolució van ser denominats Satèl·lit Xinès-Brasiler de Recursos Terrestres (CBERS) i recollirien dades sobre el planeta que serien usats per l'agricultura, la geologia, hidrologia i el medi ambient. L'acord xinès-brasiler no es va activar fins a 1991 a causa que Brasil mancava de fons. A l'octubre de 1991 i novembre de 1994 Brasil i Xina van signar uns acords addicionals per a la construcció de satèl·lits per un valor de 150.000 milions de dòlars. El CBERS-1 es va programar per ser llançat al maig de 1997.

### Des de 1994: agència espacial brasilera
En un intent per col·locar la MECB fermament en mans civils, el president de Brasil Itamar Franco va signar una llei el 10 de febrer de 1994, creant l'Agència Espacial Brasilera. L'AEB reemplaçava a COBAE, la qual actuava principalment com una cos assessor i no tenia personal. L'AEB, una agència semiautònoma, tindria les seves pròpies responsabilitats per a la implementació de polítiques. Estaria dirigida per civils sota el control directe del president. L'AEB supervisaria a MECB, però el Ministeri d'Aeronàutica encara estaria a càrrec de la infraestructura de llançament i el llançament mateix dels vehicles, i l'INPE continuaria dirigint el desenvolupament de satèl·lits.
L'AEB es va crear per desviar les crítiques del govern dels Estats Units, el qual veia amb recel la participació dels militars de Brasil en el MECB.

### Relacions amb la NASA
Les relacions entre Brasil i els Estats Units es van establir generalment a través dels quadres de cada govern. La NASA va treballar amb l'INPE, compartint dades, ajudant a desenvolupar i implementar experiments científics i capacitant científics i tècnics de l'institut. De la mateixa manera, la Força Aèria dels Estats Units va treballar amb el Ministeri d'Aeronàutica del Brasil i va establir un nombre d'acords per a l'intercanvi d'informació amb la CTA que cobria assumptes com el pronòstic del temps.
Brasil ja no depèn substancialment dels EUA en assumptes de tecnologia espacial. En 1981 es va conèixer que el MECB preparava un projecte ambiciós de mil milions de dòlars amb l'ànim d'obtenir autosuficiència en tecnologia espacial. Per llavors, Brasil s'havia compromès a llançar els seus propis satèl·lits de fabricació domèstica (dues per al pronòstic del clima i dos per fotografiar el sòl terrestre) des de la base d'Alcántara.
En intents posteriors per disminuir la seva dependència dels Estats Units, en 1980 Brasil va fer passos per aconseguir l'autosuficiència en la producció de perclorat d'amoni, un oxidant para combustibles sòlids. A més dels seus projectes domèstics d'investigació i desenvolupament, Brasil va començar a cooperar amb Canadà, l'Agència Espacial Europea, Rússia, França i especialment amb Xina. Un projecte satel·litari conjunt amb Xina és el Satèl·lit de Recursos Terrestres Xina-Brasil. Brasil també busca cooperar amb altres països.
Des de mitjan anys 1980 fins als anys 1990, els legisladors dels Estats Units van mostrar preocupació amb el MECB de Brasil a causa de la possibilitat que existia de desviar la tecnologia de llançament de coets cap a programes balístics militars. Encara que per 1997 Brasil encara no havia produït míssils balístics, les seves forces militars havien donat alta prioritat al desenvolupament de sistemes de míssils, un dels quals incloïa el míssil Piraña (MAA-1). L'acobli del programa de llançament espacial de Brasil amb l'artilleria de coets suggeria que el país tenia el potencial de desenvolupar míssils avançats i encara míssils balístics.
Des de 1987 a 1994 els Estats Units van buscar la forma de desarticular el projecte balístic del Brasil mitjançant el Règim de Control de la Tecnologia de Míssils (MTCR), creat a l'abril de 1987. Donat l'avançat estat del programa nuclear del Brasil, els EUA estaven preocupats del potencial de Brasil d'eventualment ser capaç de transportar un cap nuclear en un dels seus míssils. Les restriccions imposades des de llavors a Brasil van paralitzar el projecte del Vehicle Llançador de Satèl·lits així com la investigació i el desenvolupament de míssils balístics i va afectar les relacions en matèria de seguretat entre els dos països, obligant a Brasil a estrènyer llaços amb Xina i amb Rússia i diversos països d'Europa i Orient Mitjà (l'Iraq). A l'octubre de 1995, per exemple, Brasil va oferir a Rússia la base Alcántara perquè llancés els seus coets.
Al febrer de 1995, Brasil va anunciar que compliria amb les exigències del MTCR. Aquest compliment incloïa controls a l'exportació de tecnologia espacial i de míssils. L'acomodament de Brasil amb el MTCR va coincidir amb intents dels EUA de tornar a cooperar amb les activitats espacials de Brasil i marcar un nou començament en les relacions espacials.